# Quercus laurifolia
Quercus laurifolia är en bokväxtart som beskrevs av André Michaux. Quercus laurifolia ingår i släktet ekar, och familjen bokväxter. Inga underarter finns listade.